# Tibellus armatus
Tibellus armatus är en spindelart som beskrevs av Roger de Lessert 1928. Tibellus armatus ingår i släktet Tibellus och familjen snabblöparspindlar. Inga underarter finns listade i Catalogue of Life.